# Aprobarbital

Strukturformel för aprobarbital.

Aprobarbital eller allypropymal, summaformel C10H14N2O3, är ett lugnande och sömngivande preparat som tillhör gruppen barbiturater. Det utvecklades av Ernst Preiswerk och patenterades 1923. Aprobarbital var aldrig lika vanligt använt som exempelvis fenobarbital och förskrivs idag mycket sällan, eftersom det ersatts av modernare läkemedel med bättre säkerhetsmarginal.
Det är numera narkotikaklassat i Sverige, ingående i förteckning V, vilket innebär att det inte omfattas av internationella narkotikakonventioner.